# Amphixystis selacta
Amphixystis selacta är en fjärilsart som beskrevs av Edward Meyrick 1911. Amphixystis selacta ingår i släktet Amphixystis och familjen äkta malar.
Artens utbredningsområde är Seychellerna. Inga underarter finns listade i Catalogue of Life.